# David Chavalarias
David Chavalarias est un mathématicien et écrivain français, né en 1975.
Il est directeur de recherche au CNRS et au Centre d'analyse et de mathématique sociales (CAMS) de l’EHESS ainsi que directeur de l'Institut des systèmes complexes de Paris Île-de-France.

## Biographie
David Chavalarias est ancien élève de l'École normale supérieure de Cachan, agrégé de mathématiques, il rejoint le Centre de recherche en épistémologie appliquée (CREA) à l'École polytechnique où il obtient un DEA de sciences cognitives.
Ses travaux portent sur l’étude des dynamiques sociales et cognitives, notamment à partir de données Web à grande échelle.
David Chavalarias fait partie des chercheurs français engagés politiquement ayant exprimé des craintes et préoccupations à propos des risques associés à l'omniprésence et à la puissance des GAFAM, puis à l'adoption trop rapide de l'IA générative.
En 2022, il publie Toxic Data,, un essai analysant notamment le rôle majeur de Twitter et de Facebook en matière d'influence à des fins politiques, y compris en France. Ce travail s'appuie entre autres sur Politoscope, un outil d’observation et d'analyse des données générées sur les réseaux sociaux notamment à l’approche des élections présidentielles françaises,. 
Ces résultats permettent de démontrer de manière empirique la conjecture de von Foerster appliquée aux sociétés humaines à l'ère du numérique.[source insuffisante]

### Chavalarias et l'IA
En 2023, David Chavalarias, explique sur France Inter que les systèmes apprenants d'IA apprennent des régularités (« ils vont lire de grandes quantités de textes, ils vont essayer de deviner après un mot quel est le mot le plus probable. Ce sont des statistiques ») ; ChatGPT ne comprenant pas ce qu'il dit, « essaie de maintenir une régularité par rapport à ce qu'il a vu par le passé. Il n'a pas le souci de savoir si c’est vrai, mais de ce qui est probable. Il dit souvent beaucoup de bêtises, même si c’est énoncé de façon très convaincante ». David Chavalarias alerte sur le risque croissant de confusion des réponses de l'IA avec des réponses humaines ou vraiment intelligentes. Ce risque grandira, au fur et à mesure que de telles IA seront entraînées sur des masses croissantes de données, et construites avec de plus en plus de milliards de paramètres. 
Dans Toxic Data, il montre comment dans le contexte des réseaux sociaux les biais cognitifs humains, les chambres d'écho, les bulles de filtre toxiques, la marchandisation des données sociales, les manipulations d'opinion assistées par IA, et les ingérences étrangères (notamment russes) peuvent influencer les opinions et les croyances des internautes, au risque de mettre les processus démocratiques en danger, notamment en polarisant les débats et en encourageant la radicalisation qu'ils engendrent.[réf. nécessaire]
David Chavalarias propose dix-huit pistes d'actions (individuelles, institutionnelles) ; et suggère que les États offrent des alternatives publiques gratuites exemptes de publicité à l'oligopole des géants du Web.

## HelloQuitteX

### Création de l'application
Des chercheurs du CNRS, dirigés par le mathématicien David Chavalarias, ont développé une application nommée OpenPortability (ex HelloQuitteX) pour aider les utilisateurs du réseau social X (anciennement Twitter) à migrer vers des plateformes alternatives telles que Bluesky et Mastodon, jugées, par David Chavalarias, plus respectueuses de la vie privée et de la liberté d’expression. 
L’application, conçue par une équipe de 30 personnes, permet aux utilisateurs de transférer leurs abonnements et abonnés après avoir téléchargé leurs archives personnelles sur X. Ces données sont ensuite supprimées par le CNRS, conformément à ses engagements.
OpenPortability a été créé pour accompagner les utilisateurs qui hésitent à quitter la plateforme par crainte de perdre leur audience ou leurs sources. Le lancement de l’application a été programmé à une date symbolique : le 20 janvier 2025, jour de l’investiture de Donald Trump. Une soirée débats retransmise en ligne a été organisée le soir, regroupant de nombreuses  personnalités.

### Élargissement de la plateforme
Une seconde phase intègre ensuite la possibilité de transférer ses anciennes relations afin de recréer les liens tissés sur Twitter.

### Critiques
L’initiative HelloQuitteX fait l'objet de critiques en janvier 2025 de la part de plusieurs journaux qui reprochent un mélange des genres dans le rôle joué par les infrastructures du CNRS dans le développement et l'hébergement de l'application de portabilité utilisée et dans l'implication du chercheur David Chavalarias. Ce dernier répond par une analyse systémique des attaques contre l’équipe d’OpenPortability, qui a développé HelloQuitteX, en rappelant que la plateforme X ne respecte pas la loi européenne relative à la portabilité des données entre réseaux sociaux, et que l'application vise à garantir ce droit aux usagers. Il identifie également le mode opératoire de ces attaques comme étant lié à l'extrême droite en France et au projet Périclès.[source insuffisante]

## Publications

### Ouvrage
- Toxic Data, éditions Flammarion, 300 p., 2022  (ISBN 9782080274946)
- Elon Musk en 50 tweets, éditions Seuil, 283 p., 2025  (ISBN 9782021603040)

### Articles
- « Minuit moins dix à l'horloge de Poutine », pre-print de l’Institut des systèmes complexes de Paris Île-de-France, CNRS,‎ 30 juin 2024 (lire en ligne [PDF], consulté le 1er juillet 2024)
- « Sortez la démocratie de la marge d’erreur ! », AOC,‎ avril 2022 (lire en ligne)
- Avec Jean-Philippe Cointet, "Phylomemetic Patterns in Science Evolution—The Rise and Fall of Scientific Fields", PLoS ONE 8(2): e54847, 2013 (lire en ligne)
- Avec Beatrice De Gelder, Guido Caldarelli et  Melanie Dulong de Rosnay, "Toward a Research Agenda on Digital Media and Humanity Well-Being"[19]